# Museo archeologico di Portus Scabris
Il Museo archeologico di Portus Scabris (MAPS) è un museo situato nella frazione del Puntone, nel territorio comunale di Scarlino.

## Storia
Durante i lavori per la costruzione del porto turistico al Puntone di Scarlino, tra il 1999 e il 2003, sono state riportate subito alla luce numerose testimonianze archeologiche sottomarine, richiedendo un attento monitoraggio da parte della Soprintendenza per i Beni Archeologici. A partire dall'ottobre 2000 sono state così organizzate una serie di operazioni subacquee, sotto la direzione di Pamela Gambogi, per interventi di prospezione e scavi stratigrafici che hanno permesso il ritrovamento, la catalogazione e lo studio di vari reperti riconducibili a diverse epoche storiche, documentando così la storia di un antico approdo, quello della baia di Portiglioni nel golfo di Follonica, identificabile con il toponimo di Portus Scabris. Terminati gli scavi subacquei nel settembre 2001, i reperti sono stati analizzati e studiati da parte della Soprintendenza, con restauri effettuati da Roberto Bonaiuti e Emiliano Africano.
Il museo è stato allestito tra il 2009 e il 2010 allo scopo di ricostruire, attraverso i reperti archeologici, la storia di questo antico scalo frequentato sin dalla fine del III secolo a.C.. La progettazione è stata affidata dal Comune di Scarlino allo Studio Archeologico Tethys. Il museo è stato inaugurato provvisoriamente (solamente il piano terra) nell'aprile 2009, mentre l'inaugurazione completa e ufficiale è avvenuta il 12 giugno 2010.

## Edificio
Il museo è allestito all'interno dello storico casello idraulico del Puntone, risalente al 1905 e nel tipico stile eclettico di primo Novecento, con decorazioni liberty. L'edificio è stato per l'occasione restaurato, insieme ai due vecchi annessi, con lavori eseguiti dall'impresa Papini di Grosseto, su progetto degli architetti Lucia Bigazzi e Fabio Zappalorti e dell'ingegnere Roberto Micci.

## Sale espositive
Il MAPS si articola in sei sale – cinque sale espositive più una saletta video – disposte sui due piani dello storico casello idraulico. La visita tuttavia inizia dall'annesso posto di fronte al casello, dove è situata la biglietteria e la libreria. Dal museo è inoltre possibile prenotare visite guidate al sito industriale di Terra Rossa, presso Portiglioni.

### Piano terra

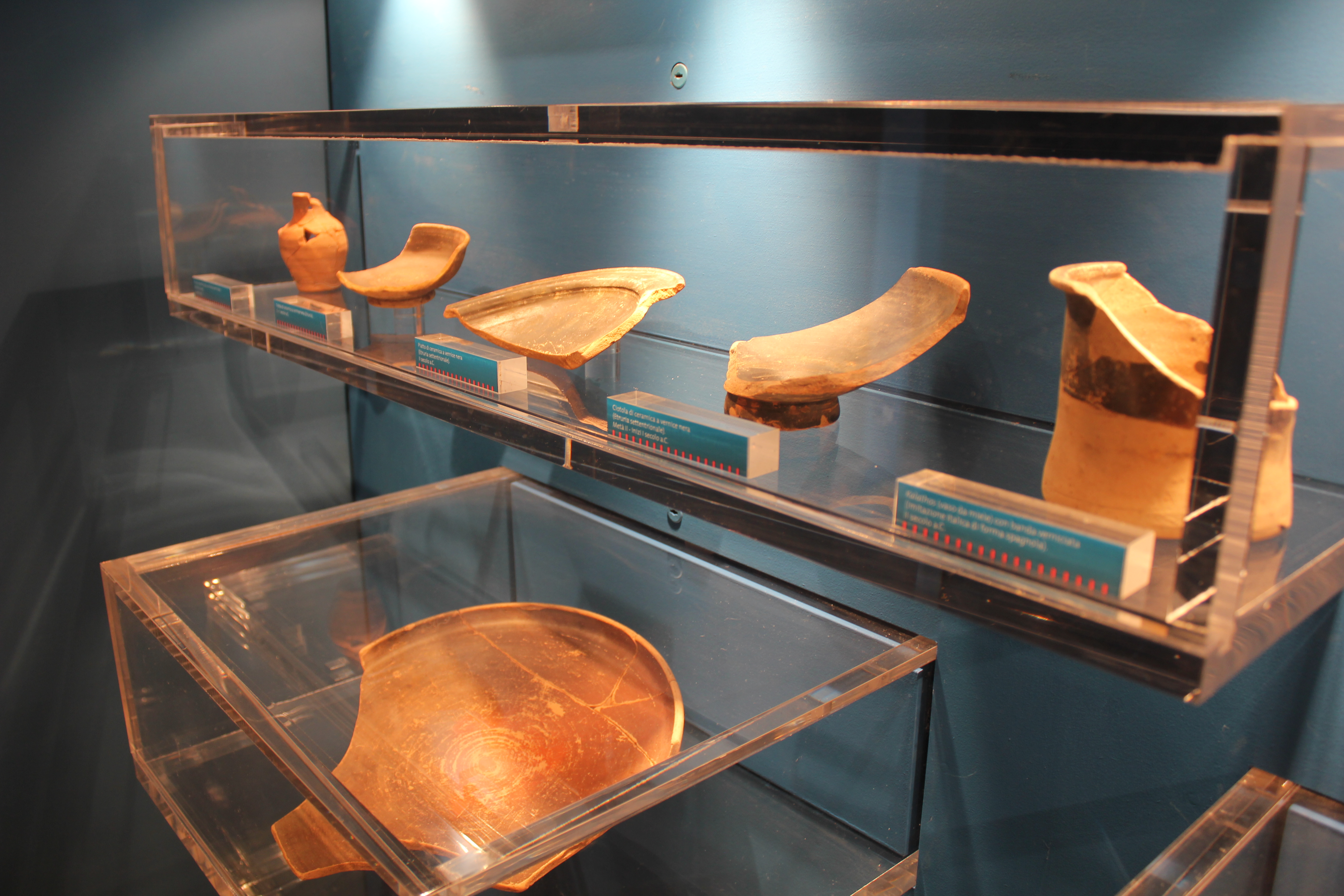
Alcuni reperti del museo

Le prime tre sale situate al piano terra del casello idraulico illustrano tramite pannelli esplicativi la storia dell'antico porto scomparso del Puntone, oltre che del sistema portuario dell'antichità.
Nella prima sala è posto un pannello che ricostruisce una mappa di epoca romana dell'insenatura di Portiglioni: si riconoscono il grande lago salato, oggi padule di Scarlino, con lo scalo interno, lo scalo esterno sul mar Tirreno, la via Aurelia costiera e l'insediamento nei pressi della foce identificato con la stazione di posta Manliana.
Nella seconda sala, dedicata al porto e alla siderurgia, è allestita invece un'interessante mappa che illustra i principali porti tirrenici dell'Etruria romana, da Roma a Pisa, oltre che i più importanti flussi commerciali delle merci (vino, olio, ceramica, salsa di pesce, vetro, ematite, materiali ferrosi), corredata da pannelli volti a spiegare i rapporti commerciali e la spedizione dei materiali ferrosi del Portus Scabris.
La terza sala, intitolata "il porto attraverso i secoli: i reperti raccontano", intende mostrare al visitatore alcuni dei reperti legati al porto esposti in ventinove teche disposte in ordine cronologico, dal III secolo a.C. fino al XX secolo. I reperti possono così raccontare la storia del porto nelle sue fasi storiche: le ceramiche a vernice nera della media-tarda età repubblicana (III-I secolo a.C.) provenienti da tutto il Mediterraneo italico; la cosiddetta terra sigillata, vasellame da mensa a vernice rossa prodotto in Etruria e successivamente dalle province galliche e africane, risalente alla prima età imperiale (fino al I secolo d.C.), per il trasporto di olio, vino e salsa di pesce; ceramiche e oggetti in vetro dall'Africa settentrionale e dal Mediterraneo orientale, che testimoniano una certa vitalità del porto anche nel periodo di massima decadenza dell'impero (II-VII secolo); resti di epoca medievale (VIII-XV secolo), che documentano ancora la presenza di un porto grande abbastanza per accogliere una galea, oltre che altre imbarcazioni per il commercio di sale e grano; fino ad arrivare all'età moderna (XVI-XVIII secolo), quando l'impaludamento del lago e la diffusione della malaria portarono ad utilizzare lo scalo, ormai consistentemente ridotto, come semplice approdo locale; un ultimo pannello illustra l'età contemporanea (XIX-XX secolo), con la rinascita dopo le bonifiche tra i due secoli, l'utilizzo della baia di Portiglioni (località Terra Rossa) come scalo per la spedizione della pirite (fino al 1978) e per ultimo l'inaugurazione della Marina di Scarlino nel 2003.

### Piano superiore

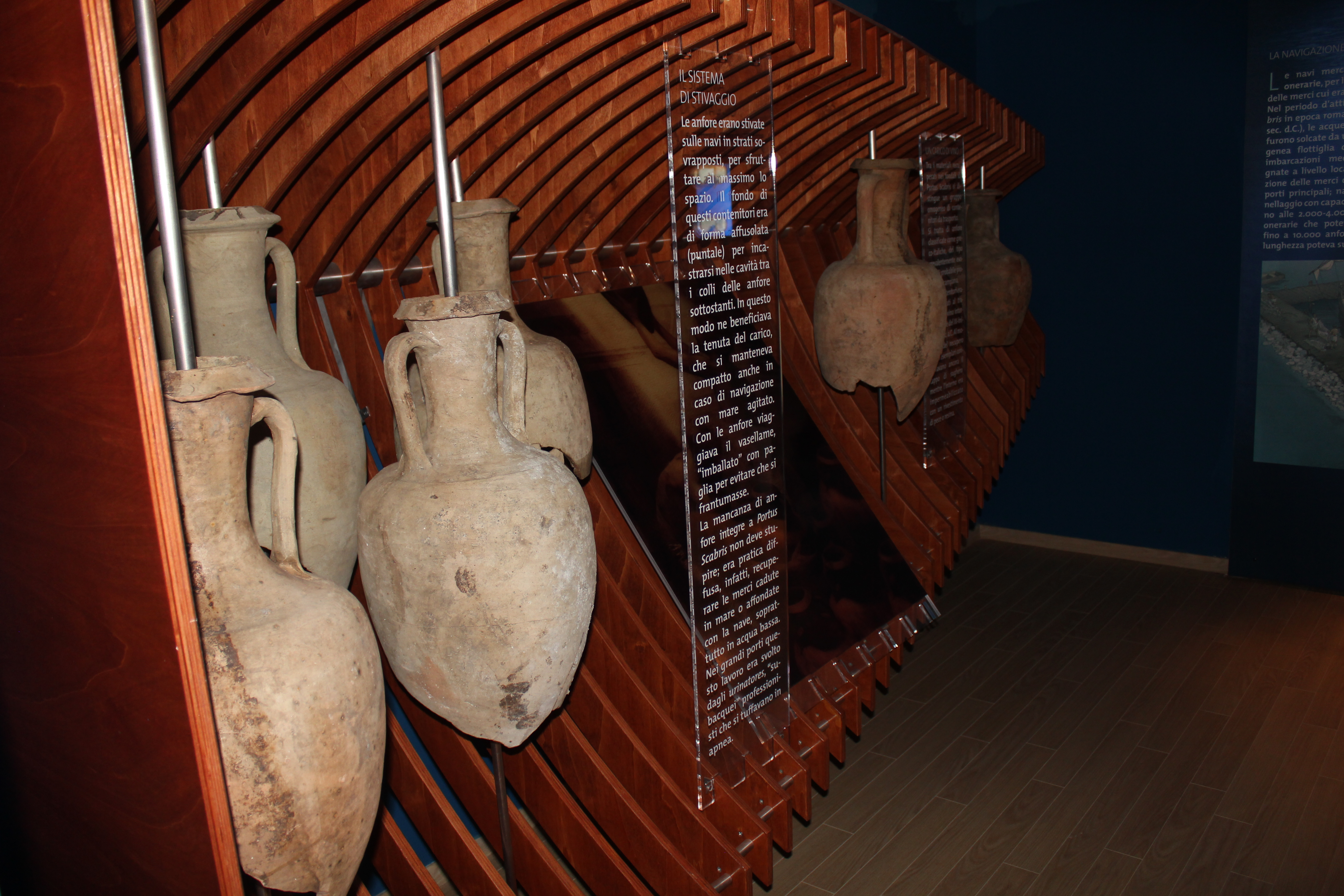
Le anfore vinarie rinvenute nel porto

Al piano superiore, inaugurato successivamente alla prima apertura del museo, sono situate altre due sale espositive con in più una saletta video, che proietta un documentario sugli scavi subacquei condotti tra il 2000 e il 2001 durante la costruzione del moderno porto turistico.
La quarta sala è dedicata alla navigazione antica, illustrando tramite pannelli le tipologie di navi che raggiungevano il porto romano (di tutte le dimensioni, anche grandi onerarie di oltre quaranta metri che potevano trasportare fino a diecimila anfore), i sistemi di stivaggio e la vita di bordo sulle navi mercantili. Interessante l'esposizione in questa sala di un gruppo omogeneo di contenitori da trasporto recuperato sul fondale del porto: una collezione di anfore vinarie di tipologia greco-italica, databili tra la fine del III e l'inizio del II secolo a.C., di probabile produzione campana, rinvenute alcune di esse ancora con il tipico tappo in sughero e con il rivestimento impermeabile interno in pece o resina. Tra gli altri oggetti esposti vi sono alcuni strumenti di bordo come lo scandaglio, alcuni chiodi, punteruoli, aghi da rete, ma anche varie tegole per la copertura delle cabine di poppa, ed interessanti pentole, tegami e olle ancora annerite dal fuoco utilizzate dai marinai per preparare i pasti.
Nella quinta e ultima sala espositiva è stata allestita un'installazione che riproduce la formazione del sito archeologico sul fondale marino del porto, con la fase più antica a profondità maggiore, ricoperta nei secoli dalla sabbia e da altri materiali. La sala in questione ricostruisce la stratificazione archeologica delle due fasi antiche meglio documentate, quelle delle media e tarda età repubblicana.

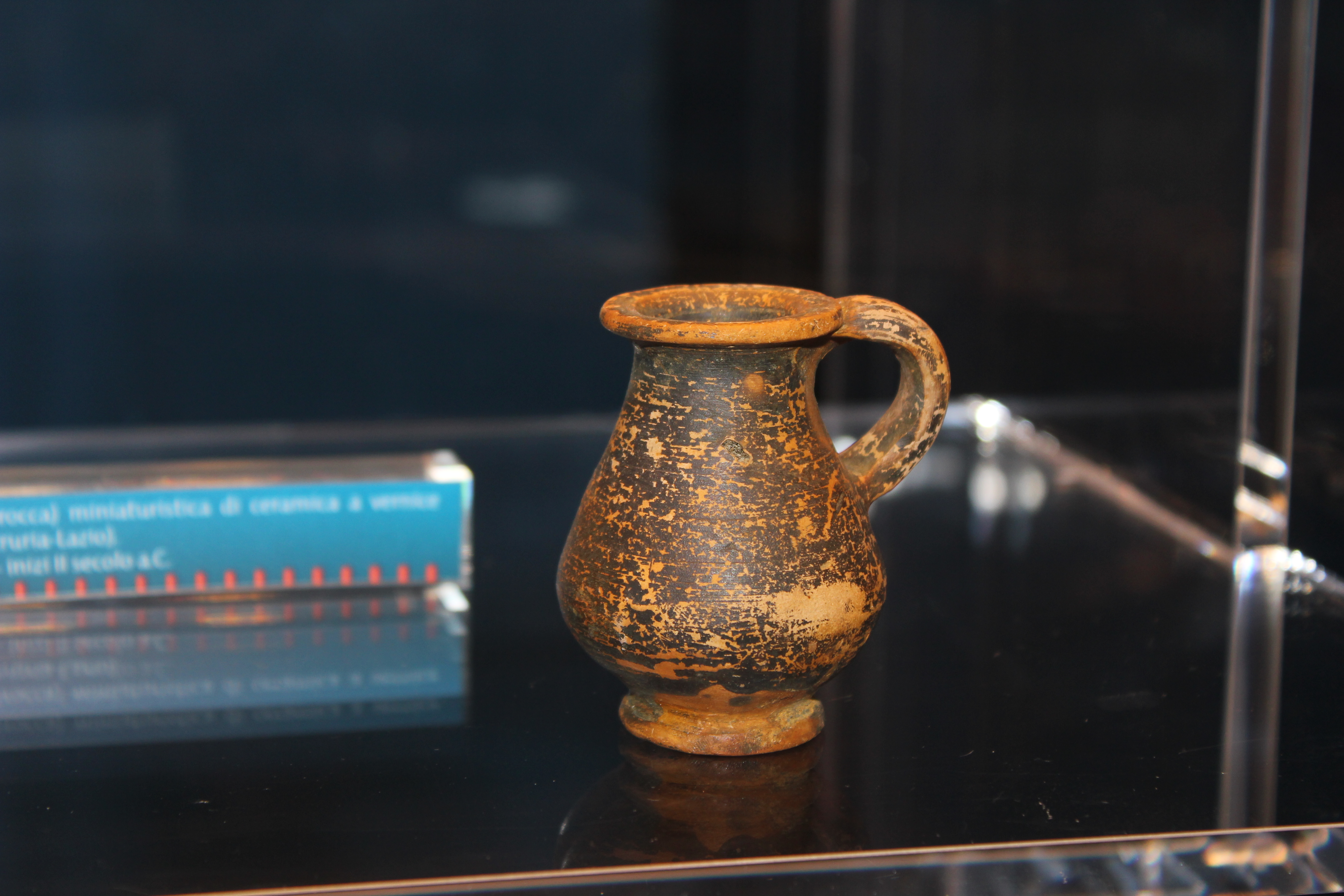
Un'olpe del II secolo a.C. ancora intatta

- La fase 2 si riferisce alla prima frequentazione del porto, tra la fine del III e gli inizi del II secolo a.C., che ha permesso il ritrovamento, negli strati più profondi, di anfore vinarie greco-italiche e di vasellame in ceramica a vernice nera di produzione campana ed etrusco-laziale, abbastanza omogenei, probabilmente parte di uno stesso carico danneggiato gettato in mare durante una sosta.

- La fase 1 si riferisce invece al periodo in cui la frequentazione del porto si è intensificata con rotte commerciali verso tutto il Mediterraneo e verso l'isola d'Elba, grazie all'accrescimento dell'importanza di Portus Scabris come centro siderurgico (II-I secolo a.C.): qui la stratificazione è più caotica, ma ha portato al ritrovamento di numerosi reperti, come anfore, vasellame da mensa in vernice nera campana ed etrusco-laziale, bicchieri a pareti sottili, strumenti, attrezzi di bordo, resti di animali, e soprattutto materiale ferroso di provenienza elbana.

Durante gli scavi sono state inoltre rinvenute numerose olle, utilizzate per più scopi (come semplici contenitori di alimenti, oppure anche per cuocere e bollire), tutte esposte in vetrine; tuttavia, tra i reperti di maggiore interesse, spicca un'olpe (brocca) del II secolo a.C. conservatasi ancora intera a distanza di oltre duemila anni.